# Johann Gerhard Hasenkamp
Johann Gerhard Hasenkamp (* 12. Juli 1736 in Wechte bei Lengerich in der Grafschaft Tecklenburg; † 10. Juni 1777 in Duisburg) war ein evangelisch-reformierter Theologe und Rektor des Duisburger Gymnasiums, des heutigen Landfermann-Gymnasiums.

## Leben
Seine Vorfahren stammten aus Weitmar bei Bochum in Westfalen. Als Sohn eines Bauern geboren, wurde Johann Gerhard wie sein Bruder Friedrich Arnold früh von der Erweckungsbewegung beeinflusst. 1536 verließ der protestantisch gewordene Teil der Familie das Schloss und ließ sich in Lengerich bei Tecklenburg nieder. 1537 findet Gert v. Hasenkamp erstmalige Erwähnung als „privilegierter Erbpächter“ im Kirchspiel Lengerich in einer Prozessakte des Staatsarchivs Münster. 1765 starb der letzte katholische Hasenkamp (Johann von Hasenkamp). Das Schloss der Familie gelangte in den Besitz der Familie Berswordt-Wallrabe. Am 13. Mai 1943 wurde das Schloss durch englische Bomber zerstört. Die Ruine steht noch heute im Schlosspark von Weitmar.
Er studierte nach dem Besuch der Lateinschule in Tecklenburg von 1753 bis 1755 am Gymnasium Lingen Philosophie und Theologie, geriet dann aber als Kandidat der Theologie zunehmend in Widerspruch zur Amtskirche. Ein Verfahren, das ihm die Predigterlaubnis entzog, wurde erst 1763 rückgängig gemacht.
In Duisburg wurde Hasenkamp zusammen mit seinem Bruder Friedrich Arnold und dem Arzt Samuel Collenbusch zum wichtigen Vertreter der württembergischen Spielart des Pietismus (Johann Albrecht Bengel, Friedrich Christoph Oetinger), die jedoch auch hier auf Widerstand stieß: Noch 1770 verbot ihm eine Synode das Predigen in der Salvatorkirche. 1775 traf Hasenkamp in Elberfeld, heute ein Stadtteil von Wuppertal, auf Johann Wolfgang von Goethe.
Als Rektor des Duisburger Gymnasiums, das Hasenkamp von 1766 bis 1777 leitete, reformierte er den Grammatikunterricht. Mit diesen Reformen, die sich später als notwendig und richtig erwiesen, traf Hasenkamp aber erst einmal auf den Widerstand des Stadtrates und auch der Eltern: Die Zahl der Schüler sank während seines Rektorates auf schließlich 38 Köpfe.
Hasenkamps (indirekter) Nachfolger als Rektor wurde 1779 sein Bruder Friedrich Arnold.

## Sonstiges
Auszug eines Schreibens an „den berühmten Rektor des Gymnasiums zu Duisburg, Hrn. Joh. Gerh. Hasenkamp“.

„Lieber alter Freund,
Ich freue mich recht sehr, und danke Ihnen aufrichtig für die gute Meynung, so Sie noch immer von mir hegen, und öffentlich zu bezeugen beliebt haben; und daß Sie mich noch immer für Ihren Bruder in unserm Jesu ansehen und halten. Die Fürbitte für unsere Freunde, die Sie die allervortrefflichste Liebesübung nennen, habe ich nie vergessen; und bin dankbar versichert, daß Sie auch meiner in Ihrem Gebet nicht vergessen. Ja! sie ist es, die Fürbitte, die unter abwesenden, und selbst den entferntesten Brüdern, die Einigkeit im Geiste, einen Geist, erhalten kann, und wirklich erhält. Hören Sie denn nicht auf, mich unserm Gotte besonders dahin zu empfehlen, daß sein Wort auch durch mich laufen und Frucht bringen und hoch gepriesen werde möge. Des Herrn Wege sind wunderbar. Wer weiß, ob Ihr Gebet in diesem Stück nicht mehr vermag, als mein eigenes.  ––
Sie wünsche, daß ich die periodische Schrift: Unterredungen zwischen Theophilus und Christophilus über allerhand Schriftwahrheiten, wider die einreißenden Irrthümen dieser Zeit, in hiesiger Gegend empfehle. Ich thue es gern; und thue es hiermit öffentlich. Es kann dies Institut allerdings bey denkenden Christen mancherley Nutzen haben; und den Nachrichten, so ich darin von der Beförderung des wahren Reichs J. C. zu lesen hoffe, sehe ich mit vergnügender Begierde entgegen.  ––
Sie wissen indeß von Ihren Jugendjahren her, daß mir ein bißiges Wesen, welches ein Treiben, wie das Treiben Jehu, des Sohns Nimsi, gebieret, nie gefallen habe. Sie wissen, daß solches manchen redlichen Seelen in ihren besten Unternehmungen an meisten hinderlich gewesen. Sie wissen, daß ich ein Freund der Duldung nicht nach meinem Katechismus denkender Brüder bin; insbesondere solcher, von denen ich glaube, daß sie zwar irren, aber mit redlichem Gewwissen irren. Und vielleicht finden Sie nicht wenig Aehnlichkeit zwischen meinen Ihnen ehedem eröffneten Gesinnungen; und dem Text, welchen Ihnen Ihr Bruder, Lavater, vor den Augen der Welt geschrieben hat. Machen Sie sich selber einen wohl überlegten Commentar darüber. Doch dies werden Sie schon lange gethan haben.  ––
Die Repressalie S.4. Dero Schreibens an Hrn. Franke habe ich ungerne gelesen; wie überhaupt die Wiederaufrührung beynahe verfaulter Controversien. –– Bleiben Sie und das gesalbte Haupt Gott bestens empfohlen!
    Stosch.“